# ヸ
ゐ゙、ヸは、日本語の仮名の一つであり、ゐ, ヰに濁点をつけた文字である。かつてラテン文字の vi の翻字として使われた。現在は「ヴィ」を用いる。

## 使用例
- レオポルド・フォン・ヴィーゼ（ドイツ語版）の社会学書『団体学』の森山書店版（黒川純一訳）では著作者名が「レオポルト・フオン・ヸーゼ」と表記された。
- ヨハン・ヴォルフガング・フォン・ゲーテの教養小説『ヴィルヘルム・マイスターの修業時代』・『ヴィルヘルム・マイスターの遍歴時代』の日本版で表題の「ヴィルヘルム」が「ヸルヘルム」と表記されるものがいくつかある（岩波書店版（林久男訳）、三笠書房版（中島清訳）、角川書店版（阿部次郎訳）、丁子屋書店版（佐藤通次訳）など）。

## ヸに関わる諸事項
- 文字コードの MacJapanese には存在していたが JIS X 0208 には含まれていなかった。JIS X 0213 で追加された。
- 平仮名の「ゐ゙（ゐ゙）」は使われることはほぼなく、JIS X 0213やMacJapaneseなどには含まれないが、Unicodeでは合成用濁点 (U+3099) を用いてU+3090 U+3099で表すことができる。